# 盧卡斯·布萊克
盧卡斯·約克·布萊克（英語：Lucas York Black，1982年11月29日—）或簡稱盧卡斯·布萊克（Lucas Black），是一位美國男演員。他最令人熟知的角色是2006年电影《玩命關頭3：東京甩尾》的主人公肖恩·鲍斯韦尔。

## 作品列表

### 電影
- 1994：《英雄保鑣》-Ebb Lipnicki
- 1996：《彈簧刀》-Frank Wheatley
- 1996：《密西西比謀殺案》-Burt DeLaughter
- 1997：《閃電神駒》-Connor
- 1998：《X檔案》-Stevie
- 1999：《我們的朋友馬丁路德》-Randy（配音）
- 1999：《翹家老媽》-Peter Joseph "Peejoe" Bullis
- 2000：《愛在奔馳》-Jimmy Blevins
- 2003：《冷山》-Oakley
- 2004：《勝利之光》-Mike Winchell
- 2004：《殺手樂隊》-Vernon
- 2005：《深海》-Nat Banyon
- 2005：《鍋蓋頭》-LCpl. Chris Kruger
- 2006：《玩命關頭3：東京甩尾》-肖恩·波斯威爾
- 2009：《請來參加我的告別式》-Buddy Robinson
- 2010：《暗黑天使》-Jeep Hanson
- 2011：《七日烏托邦》-Luke Chisholm
- 2012：《心靈勇氣》-Paul Geary
- 2013：《傳奇42號》-皮·維·瑞斯
- 2015：《玩命關頭7》-肖恩·波斯威爾（客串）
- 2021：《玩命關頭9》-肖恩·波斯威爾

### 電視劇
- 1995-1996：《美國哥特故事》-Caleb Temple（22集）
- 2000：《海倫凱勒》-James Keller（電視電影）
- 2014-2017：《重返犯罪現場》-特別探員克里斯多夫·拉薩爾（4集）[1]
- 2014至今：《重返犯罪現場：紐奧良》-特別探員克里斯多夫·拉薩爾（主要角色）[2]

## 外部連結
- Lucas Black在互联网电影资料库（IMDb）上的資料（英文）
- 在AllMovie上盧卡斯·布萊克的頁面（英文）